# Сергеј Лазарев
Сергеј Лазарев (рус. Серге́й Вячеславович Лазарев; 1. април 1983, Москва) руски је певач, плесач, филмски и позоришни глумац и телевизијски водитељ. Своју популарност стекао је као певач групе Smash!!. Био је члан групе до њеног распада 2006. године, када је започео соло каријеру. Представљао је Русију на Песми Евровизије 2016. у Стокхолму, где је завршио 3, са освојеним 491 поеном. Дана 7. фебруара одлучено је да ћe поново представљати Русију на Песми Евровизије 2019. која ћe се одржати у Израелу.

## Биографија

### Детињство и младост
Рођен је 1. априла 1983. године у Москви, као млађи син оца Вјачеслава и мајке Валентине. Родитељи су му се развели док је још био дете, тако да су он и старији брат Павел (1978-2015) одрастали уз мајку. Као дечак бавио се спортском гимнастиком. Певачку каријеру започео је пре своје десете године, певајући у дечјем хору. Већ са 14 година стекао је своје прво музичко признање, победио је на неколико дечјих такмичења и завршио као члан групе Њипасед(рус. Непоседы-немирни), исте оне групе у којој су се упознале чланице групе t.A.T.u. - Јулија Волкова и Лена Катина.
Групи се касније придружио и Влад Топалов, који је заједно са Лазаревим основао групу Smash!!. Био је победник италијанског фестивала Bravo Bravissimo 1996. године. Са братом Павелом певао је у ансамблу Владимира Локтева. У исто време, наступао је у позоришту Бориса Покровског. Године 1995. када се придружио Њипаседима, наступио је у дечјој хумористичкој телевизијској емисији Иралаш(рус. Ерала́ш).

### Глумачка каријера
Године 1999. приступио је московској Школи драмских уметности, где је и дипломирао 2004. Од распада групе Smash!!, 2005. се вратио на позоришну сцену. Након тријумфа на фестивалу Новая волна, Сергеј биљежи успешне улоге у Московском театру Александра Пушкина.

### Smash!!
Група је ocнована 2000. године. Идеја је настала још док су Сергеј и Влад били чланови дечје групе Њипасед, а пројекат је реализован када је Владова мајка предложила да сниме арију из мјузикла Notre Dame de Paris, као поклон за рођендан његовог оца. Своју највећу популарност стекла је међу тинејџерима у Русији и Југоисточној Азији. Свој први сингл Belle објавили су 2002, а исте године су победили на фестивалу Новая волна(Нови талас), популарном у Русији. Песма је постала хит и на самом врху топ листа задржала се шест месеци. 1. децембра 2004, издали су и последњи албум 2nite. Сергеј је групу напустио исте године и започео успешну соло каријеру, потписавши уговор са издавачком кућом Style Records. Група се званично распала 2006. године.

### Соло каријера
Успешну соло каријеру започео је 2004. године, а ментор му је био познати британски продуцент Брајан Ролинг. Лазарев је познат и по бројним обрадама великих светксих хитова, а запажен је и на наступима у многим телевизијским емисијама забавног садржаја,како у родној Русији, тако и изван ње. За сада је издао 4 студијска албума. Његов деби албум Don't Be Fake издат је у децембру 2005, а спотови за песме "Eye Of The Storm" и "Lost Without Your Love" су снимани у Мајамију и Јужној Африци. Године 2006. добио је признање за најбољег мушког уметника. Учествовао је и у руској верзији Dancing on Ice(Плес на леду), где је био други.
Године 2008. је покушао да представља Русију на Песми Евровизије која се те године одржавала у Београду, са песмом Flyer, али је завршио четврти, изгубивши од Диме Билана. Наредне, 2009. године издао је синглове Lazerboy и Stereo, а следеће године Electric Touch. Убрзо је снимљен и спот за песму Alarm. Сингл Take It Off издат је 2012. године, тиме указујући на могуће учешће на Песми Евровизије. То се и догодило 10. децембра 2015. када је и објављено да ће он представљати Русију у Стокхолму.
Чинио је састав жирија 4. сезоне украјинске верзије The Voice. Поводом 10-годишњице соло каријере, 1. априла 2015 издао је компилацију The Best, са његовим највећим хитовима,укључујући и неке нове песме, а новембра исте године започео је велику турнеју по Русији, Белорусији и Естонији.

## Песма Евровизије 2016.
Дана 10. децембра 2015. објављено је да ће он представљати Русију на Песми Евровизије која ће се одржати у Стокхолму. 5. марта 2016, на званичном Јутјуб каналу објављена је и песма којом ће се представити, You are the only one. Песма је за један дан прегледана милион пута. Композицију је урадио успешни евровизијски тандем - прослављени руски и грчки продуценти Филип Киркоров (представник Русије на Песми Евровизије 1995) и Димитрис Контопулос. За сценску презентацију побринуо се Фокас Евангелис. Исти тим је стајао иза наступа Украјине у Београду 2008, коју је тада представљала Ани Лорак с нумером Shady Lady и сестара Толмачев у Копенхагену 2014. с песмом Shine. Текст за песму написали су Џон Балард и Ралф Чарли.
Песму је промовисао кроз турнеју по бројним европским земљама, укључујући и Србију, где је наступио као специјалан музички гост у емисији Вече са Иваном Ивановићем. Сергеј је наступио у првој полуфиналној вечери Евровизије, одржаној 10. маја, под редним бројем 9, са доста захтевном кореографијом, где се пласирао први, освојивши убедљива 342 поена. Велико финале је одржано 4 дана касније, када је Сергеј наступио под редним бројем 18. На крају вечери објављени су одвојени гласови жирија и публике. Иако је победио у телевотингу, пласирао се 3, освојивши 491 поен. Стекао је признање за своју песму у категорији People's Choice Award.

## Песма Евровизије 2019.
7. фебруара 2019. године јавно је објављено да ће Сергеј Лазарев бити представник Русије на Песми Евровизије 2019. у Тел Авиву након прошлогодишњег фијаска Јулије Самојлове. Представљао је Русију са песмом "Scream", за коју су музику написали Филип Киркоров и Димитрис Контопулос, а текст су написали Шарон Ваугхн и Димитрис Контопулос. У Тел Авиву Лазарев је завршио трећи у финалу са 370 бодова.

## Приватни живот
Од 2008. до 2012. био је у вези са телевизијском личношћу Лером Кудравцјевом. 2011. је објављено да очекују дете, али је Лера у јулу исте године побацила. Раскинули су наредне године. У марту 2015. недељу дана након саобраћајне несреће, његов старији брат, Павел је преминуо након што му је отказало срце.
Дана 21. октобра 2015, у једном интервјуу је признао да има девојку, са којом живи у грађанском браку, али да са венчањем тренутно не журе. Познато је само да је из музичке сфере(одакле су се и упознали).
Дана 23. децембра 2016, певач је признао да има сина Никиту, рођеног 2014.

## Телевизијска каријера
- 2006 - учесник руске верзије Dancing on Ice(Плес на леду), 2.место
- 2007 - победник шоу-а Циркус са звездама
- 2008 - водитељ MTV програма World Music Chart 2008
- 2010 - са Аном Сјеменович учествовао у програму Клуб веселих и сналажљивих
- водитељ Песме године 2007.
- водитељ Новог таласа
- 2011 - водитељ пројекта Майданс ; ко-водитељи Тина Карол и група Алиби
- 2011 - водитељ пројекта Майданс 2
- 2011 - учесник пројекта Фантом из опере
- 2012 - члан жирија шоу-а Изненадите ме
- 2012 - водитељ пројекта Майданс 2012
- 2013 - учесник пројекта Универзални извођач
- 2013 - учесник пројекта Хит
- 2014 - саставни члан жирија 4. сезоне украјинске верзије The Voice-а
- 2014 - победнички ментор у пројекту Хочу к Меладзе

## Филмографија
| Филмови     | Филмови                    | Филмови                | Филмови     |
| Година      | Назив                      | Улога                  | Биљешке     |
| ----------- | -------------------------- | ---------------------- | ----------- |
| 1995        | Ералаш                     | ученик Уметничке школе | 1 епизода   |
| 2001        | Хозяин империи             | Павлик                 |             |
| 2006 - 2008 | Клуб                       | прва Василисина љубав  | камео-улога |
| 2008        | Красота требует            |                        |             |
| 2008        | Братья-детективы           |                        |             |
| 2009        | Самый лучший фильм-2       | боксер                 | камео-улога |
| 2010        | Сваты                      |                        | камео-улога |
| 2011        | Новогодние сваты           |                        |             |
| 2011        | Новые приключения Аладдина | младожења-губитник     |             |
| 2012        | Zолушка                    |                        | камео-улога |
| 2012        | Папины дочки               |                        | камео-улога |

## Позоришна стваралаштва

### Московска Школа драмских уметности
- Неколико дана у животу Аљоше Карамазова - Аљоша Карамазов

### Московски театар Александра Пушкина
- Ромео и Јулија - Ромео
- Позајмите ми тенора - Макс
- Таленти и мртви - сликар Жан-Франсоа Мије, Дејзи Тилу
- Фигарова женидба - Фигаро

## Дискографија

### Студијски албуми
| Наслов албума | Детаљи албума |
| ------------- | --- |
|               | - Датум објављивања: 1. децембар 2005. година - Издавачка кућа: - Формат(и): виртуелно преузимање, ЦД - Сертификат(и): платинасти (NPPF) |
|               | - Датум објављивања: 10. мај 2007. година - Издавачка кућа: - Формат(и): виртуелно преузимање, ЦД - Сертификат(и): златни (NPPF)         |
|               | - Датум објављивања: 16. октобар 2010. година - Издавачка кућа: - Формат(и): виртуелно преузимање, ЦД - Сертификат(и): златни (NPPF)     |
|               | - Датум објављивања: 18. фебруар 2013. године - Издавачка кућа: - Формат(и): виртуелно преузимање, ЦД - Сертификат(и): златни (NPPF)     |
|               | - Датум објављивања: 15. децембар 2017. година - Издавачка кућа: - Формат(и): виртуелно преузимање                                       |
|               | - Датум објављивања: 1. април 2018. година - Издавачка кућа: , - Формат(и): виртуелно преузимање                                         |

### Компилацијски албуми
| Наслов албума | Детаљи албума |
| ------------- | --- |
|               | - Датум објављивања: 2010. година (ЕУ) - Издавачка кућа: - Формат(и): ЦД                                                                                                  |
|               | - Датум објављивања: 1. април 2015. године (Русија), 16. октобар 2015. године (УК) - Издавачка кућа: - Формат(и): виртуелно преузимање - Сертификат(и): платинасти (NPPF) |

### Ремикс албуми
| Наслов албума | Детаљи албума                                                                                     |
| ------------- | ------------------------------------------------------------------------------------------------- |
|               | - Датум објављивања: 15. август 2008. година - Издавачка кућа: , - Формат(и): ЦД                  |
|               | - Датум објављивања: 17. фебруар 2017. година - Издавачка кућа: - Формат(и): виртуелно преузимање |

### Синглови
| " | 2005 | 47  | —  | —  | —  | —  | —   |                      |
| " | 2005 | 6   | —  | —  | —  | —  | —   |                      |
| | 2006 | 5   | —  | —  | —  | —  | —   |                      |
| | 2006 | 7   | —  | —  | —  | —  | —   |                      |
| | 2006 | 19  | —  | —  | —  | —  | —   |                      |
| | 2007 | 11  | —  | —  | —  | —  | —   |                      |
| | 2007 | 72  | —  | —  | —  | —  | —   |                      |
| | 2007 | 28  | —  | —  | —  | —  | —   |                      |
| | 2007 | 174 | —  | —  | —  | —  | —   |                      |
| | 2008 | —   | —  | —  | —  | —  | —   |                      |
| (дует са Тиматијем)                                                                                             | 2008 | 69  | —  | —  | —  | —  | —   |                      |
| | 2009 | 18  | —  | —  | —  | —  | —   |                      |
| | 2009 | 18  | —  | —  | —  | —  | —   |                      |
| | 2010 | 38  | —  | —  | —  | —  | —   |                      |
| | 2010 | 33  | —  | —  | —  | —  | —   |                      |
| | 2010 | 97  | —  | —  | —  | —  | —   |                      |
| | 2011 | 26  | —  | —  | —  | —  | —   |                      |
| | 2011 | 30  | —  | —  | —  | —  | —   |                      |
| (дует са Тиматијем и DJ M.E.G.-ом)                                                                              | 2012 | 19  | —  | —  | —  | —  | —   |                      |
| | 2012 | 69  | —  | —  | —  | —  | —   |                      |
| | 2012 | 129 | —  | —  | —  | —  | —   |                      |
| (дует са Ти-пејном)                                                                                             | 2013 | 40  | —  | —  | —  | —  | —   |                      |
| | 2013 | 138 | —  | —  | —  | —  | —   |                      |
| | 2013 | 46  | —  | —  | —  | —  | —   |                      |
| | 2013 | 8   | —  | —  | —  | —  | —   | Није сингл са албума |
| | 2014 | 35  | —  | —  | —  | —  | —   |                      |
| | 2014 | 714 | —  | —  | —  | —  | —   | Није сингл са албума |
| | 2015 | 10  | —  | —  | —  | —  | —   | Није сингл са албума |
| | 2015 | 80  | —  | —  | —  | —  | —   | (РУС)                |
| | 2015 | 7   | —  | —  | —  | —  | —   | Није сингл са албума |
| | 2016 | 18  | 40 | 53 | 49 | 34 | 206 |                      |
| | 2016 | 22  | —  | —  | —  | —  | —   | Није сингл са албума |
| (са групом Звезды „Новой Волны”) | 2016 | 58  | —  | —  | —  | —  | —   | Није сингл са албума |
| | 2016 | 199 | —  | —  | —  | —  | —   | (УК)                 |
| | 2016 | 81  | —  | —  | —  | —  | —   | Није сингл са албума |
| | 2017 | 27  | —  | —  | —  | —  | —   |                      |
| | 2017 | 209 | —  | —  | —  | —  | —   |                      |
| (са Димом Биланом)                                                                                              | 2017 | 252 | —  | —  | —  | —  | —   | Није сингл са албума |
| | 2017 | 25  | —  | —  | —  | —  | —   |                      |
| | 2017 | 15  | —  | —  | —  | —  | —   |                      |
| | 2017 | 3   | —  | —  | —  | —  | —   |                      |
| | 2017 | —   | —  | —  | —  | —  | —   |                      |
| | 2017 | 306 | —  | —  | —  | —  | —   |                      |
| | 2018 | —   | —  | —  | —  | —  | —   | Није сингл са албума |
| | 2019 | —   | —  | —  | —  | —  | —   | Није сингл са албума |
| "—" означава издање које или није дебитовало на тој топ-листи или није објављено ни на једној топ-листи уопште. |      |     |    |    |    |    |     |                      |

## Турнеје
- (2006–07)
- (2007–08)
- (2009–10)
- (2011)
- (2013–14)
- (2015–17)
- (2018–19)

## Синхронизације
- 2006 - Средњошколски мјузикл (рус.верзија) - Трој Болтон
- 2007 - Шрек 3 - Артур
- 2007 - Средњошколски мјузикл 2 (рус.верзија) - Трој Болтон
- 2008 - Средњошколски мјузикл 3: Матуранти (рус.верзија) - Трој Болтон
- 2010 - Алфа и Омега - Хамфри

## Достигнућа

#### Музичке награде
- 1995 - победник телевизијског такмичења дечјих песама Златни кључ
- 1996 - победник италијанског фестивала Bravo Bravissimo
- 1997 - победник националног такмичења Јутарња звезда
- 2002 - победник фестивала Нови талас као члан групе Smash!!
- 2003 - Награда Еуро-хит радија Европа плус као члан групе Smash!!
- 2003 - Награде Стопудовый хит, LOVE RADIO, Звуковая дорожка као члан групе Smash!!
- 2004 - Награде Стопудовый хит и Звуковая дорожка као члан групе Smash!!
- 2005 - Награда Златна пчела у категорији Најбоља група као члан групе Smash!!
- 2008 - Награда новина 7 дней - Златна седмица у категорији Најпопуларнији уметник
- 2008 - Награда новина Glamour у категорији «Човек године»
- 2009 - Награда Бог эфира
- 2009 - 3. место у категорији Најбољи човек света према часопису Yes! Звёзды
- 2011 - Fashion People Awards 2011 у категорији Fashion певач
- 2011 -MAY FASHION — 2011: ТОР 100 најлепших људи Москве
- 2015 - највише стила према часопису Hello!
- 2015 - награда  Fashion People Awards у категорији најбоље обучен уметник године
- 2015 - награда RU.TV у категорији Најбољи певач
- 2015 - Руска национална музичка награда у категорији Најбољи извођач популарне музике
- 2015 - награда MusicBox у категорији Певач године

#### Златни грамофон
- 2003 - награда за песму Молитва као члан групе Smash!!
- 2006 - награда за песму Даже если ты уйдёшь
- 2014 - награда за песму В самое сердце
- 2015 - јубиларна награда за песму В самое сердце

#### НаградаМуз-ТВ
- 2003 - награда у категоријама Откриће године и Најбољи европски звук као члан групе Smash!!
- 2004 - награда у категорији Најбоља поп-група као члан групе Smash!!
- 2006 - награда у категорији Пробој године
- 2009 - награда у категорији Најбољи извођач
- 2011 - награда у категорији Најбољи албум «Electric Touch»
- 2014 - награда у категорији Најбољи Live Show
- 2015 - награда у категорији Најбољи мушки видео

#### MTV Russia Music Awards
- 2004 - награда Најбољи поп-пројекат као члан групе Smash!!
- 2006 - награда у категорији Најбољи извођач
- 2008 - награда Извођач године

### Признања и награде у театру
- 2003 - номинација за награду Галеб- за најбољу љубавну сцену у представи Ромео и Јулија, као и позоришна награда Деби
- 2005 - 2 награде  Галеб у категоријама Пробој године и За оне који воле вруће- за улогу Макса у представи Позајмите ми тенора
- 2006 - награда непрофитне фондације за подршку и развој позоришта Олега Табакова-За фузије музичког талента са театралним вештинама- за улогу Макса у представи Позајмите ми тенора
- 2006 - награда Кристални Турандот у категорији Најбољи глумачки деби
- 2012 - популарна награда Звезда гледалаца у категорији Најбољи глумац